# Anua mejanesi
Anua mejanesi là một loài bướm đêm trong họ Erebidae.